# Văn hóa châu Á

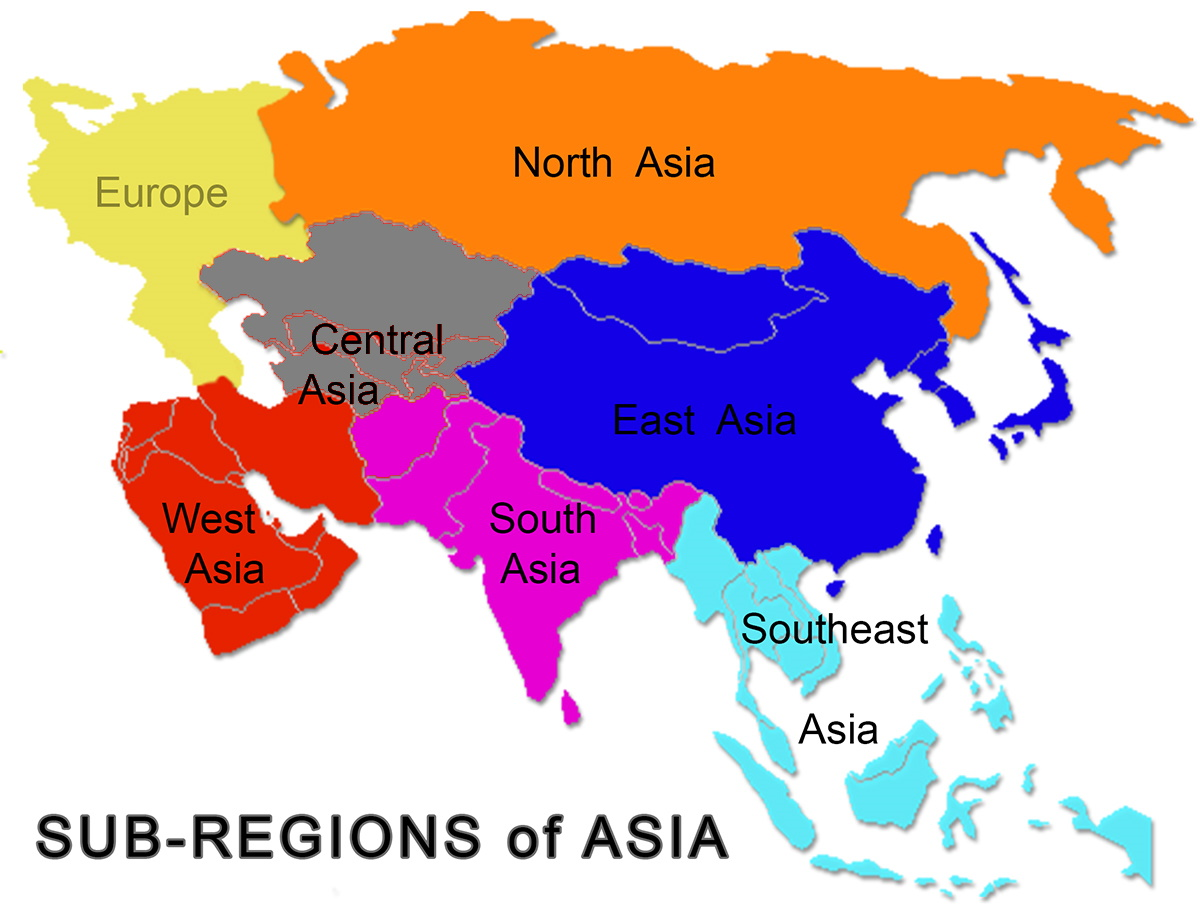

Văn hóa Châu Á là bao gồm tập thể và đa dạng và truyền thống nghệ thuật, kiến trúc, âm nhạc, văn học, lối sống, triết học, chính trị và tôn giáo đã được thực hiện và duy trì bởi các sắc tộc của lục địa da vàng từ thời tiền sử. Nền văn hóa cụ thể của châu Á hoặc các yếu tố phổ quát trong sự đa dạng khổng lồ xuất phát từ nhiều lĩnh vực văn hóa và ba trong số bốn nền văn minh thung lũng sông cổ là rất phức tạp. Tuy nhiên, lục địa thường được chia thành sáu tiểu vùng địa lý, được đặc trưng bởi những tương đồng có thể nhận thấy, như tôn giáo, ngôn ngữ và tính đồng nhất. Trung Á, Đông Á, Bắc Á, Nam Á, Đông Nam Á và Tây Á hay Trung Đông.
Là lục địa lớn nhất, đông dân nhất và giàu tài nguyên, là nơi có nhiều nền văn minh lâu đời, nơi sản sinh ra phần lớn các hệ thống tôn giáo vĩ đại, những huyền thoại và mật mã được ghi nhận lâu đời nhất về đạo đức. Tuy nhiên, kích thước ngăn cách các nền văn minh khác nhau bởi khoảng cách lớn và môi trường thù địch, như sa mạc và dãy núi. Tuy nhiên, bằng cách thách thức và vượt qua những khoảng cách này, thương mại và thương mại dần dần phát triển thực sự phổ quát. Thương mại liên khu vực là động lực và sự gắn kết, qua đó các yếu tố văn hóa và ý tưởng lan rộng đến các tiểu vùng khác nhau thông qua mạng lưới đường bộ rộng lớn và nhiều tuyến đường.

## Kiến trúc

### Ấn Độ

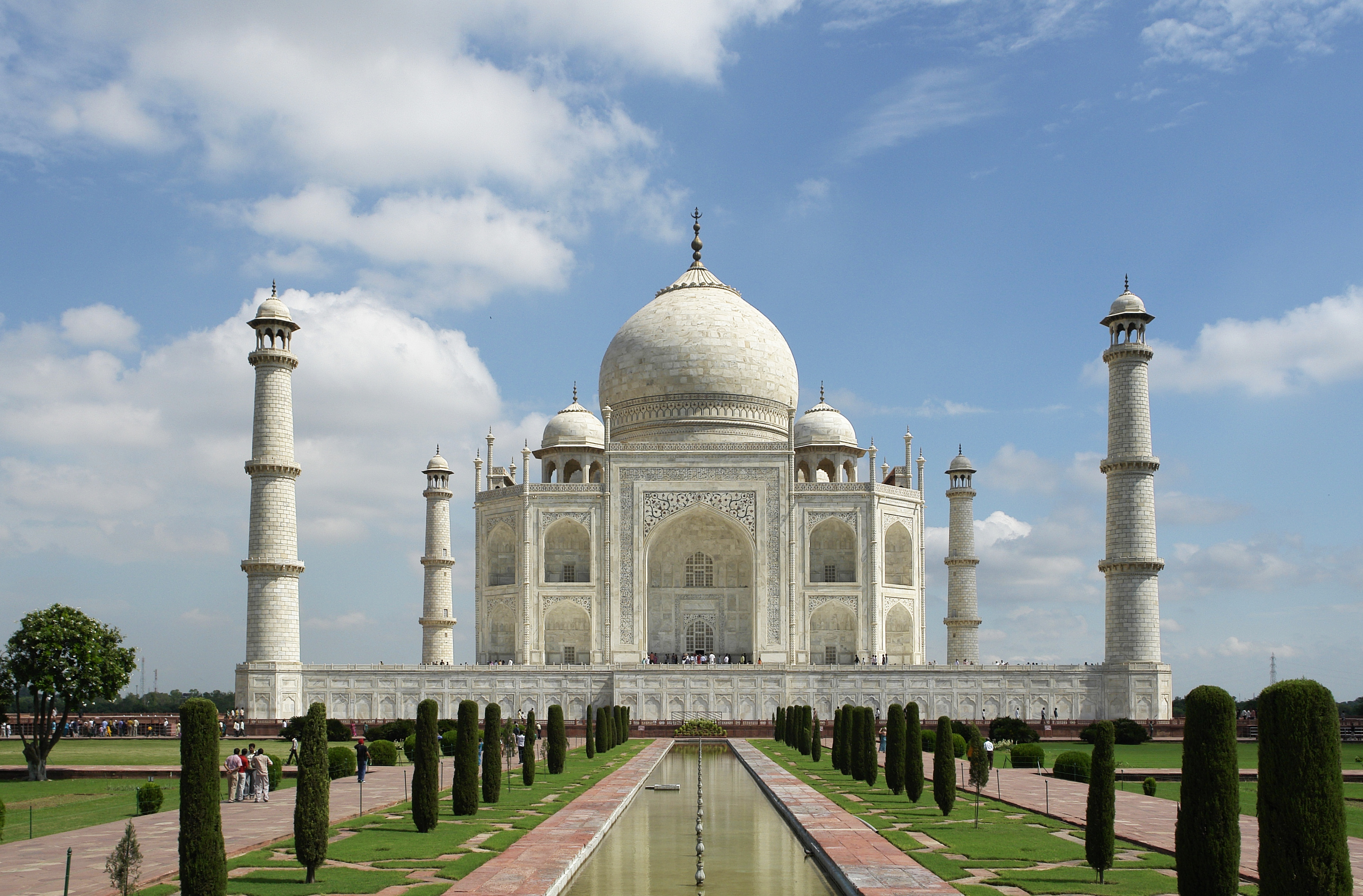
Đền Taj Mahal, Agra, Ấn Độ

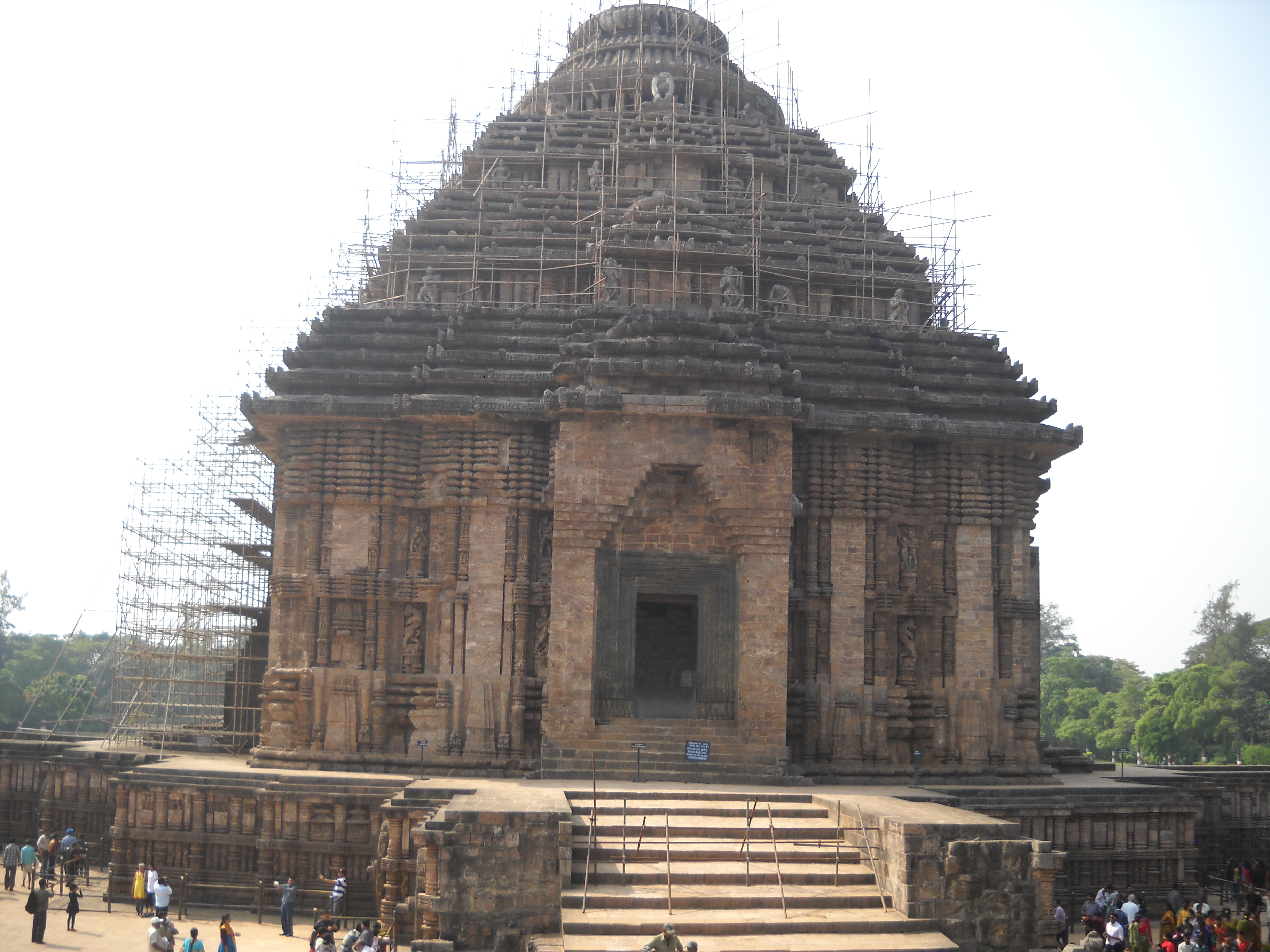
Đền thờ tại Konarka, Odisha

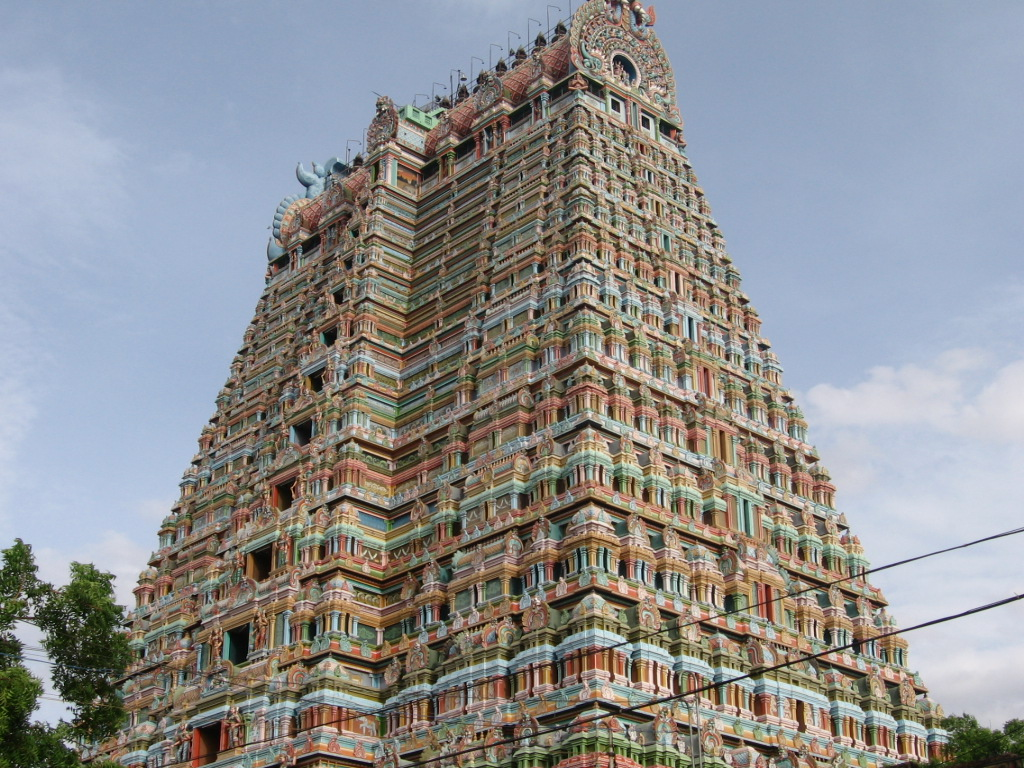
Kiến trúc người Dravidian tại Chennai

Kiến trúc Ấn Độ là tấm thảm sản xuất rộng lớn của Tiểu lục địa Ấn Độ bao gồm vô số biểu thức theo không gian và thời gian, được biến đổi bởi các lực lượng lịch sử được coi là độc nhất của tiểu lục địa, đôi khi bị phá hủy, nhưng phần lớn thời gian hấp thụ. một phạm vi phát triển.

### Trung Quốc
Kiến trúc Trung Quốc đã hình thành ở Đông Á trong nhiều thế kỷ vì các nguyên tắc cấu trúc hầu như không thay đổi, những thay đổi chính chỉ là các chi tiết trang trí. Một đặc điểm quan trọng trong kiến trúc Trung Quốc là sự nhấn mạnh vào khớp nối và đối xứng hai bên, biểu thị sự cân bằng. Đối xứng song phương và khớp nối của các tòa nhà được tìm thấy ở khắp mọi nơi ở Trung Quốc, từ các khu phức hợp cung điện đến các trang trại khiêm tốn. Kể từ thời nhà Đường, kiến trúc Trung Quốc có ảnh hưởng lớn đến phong cách kiến trúc của Hàn Quốc, Việt Nam và Nhật Bản.

### Nhật Bản

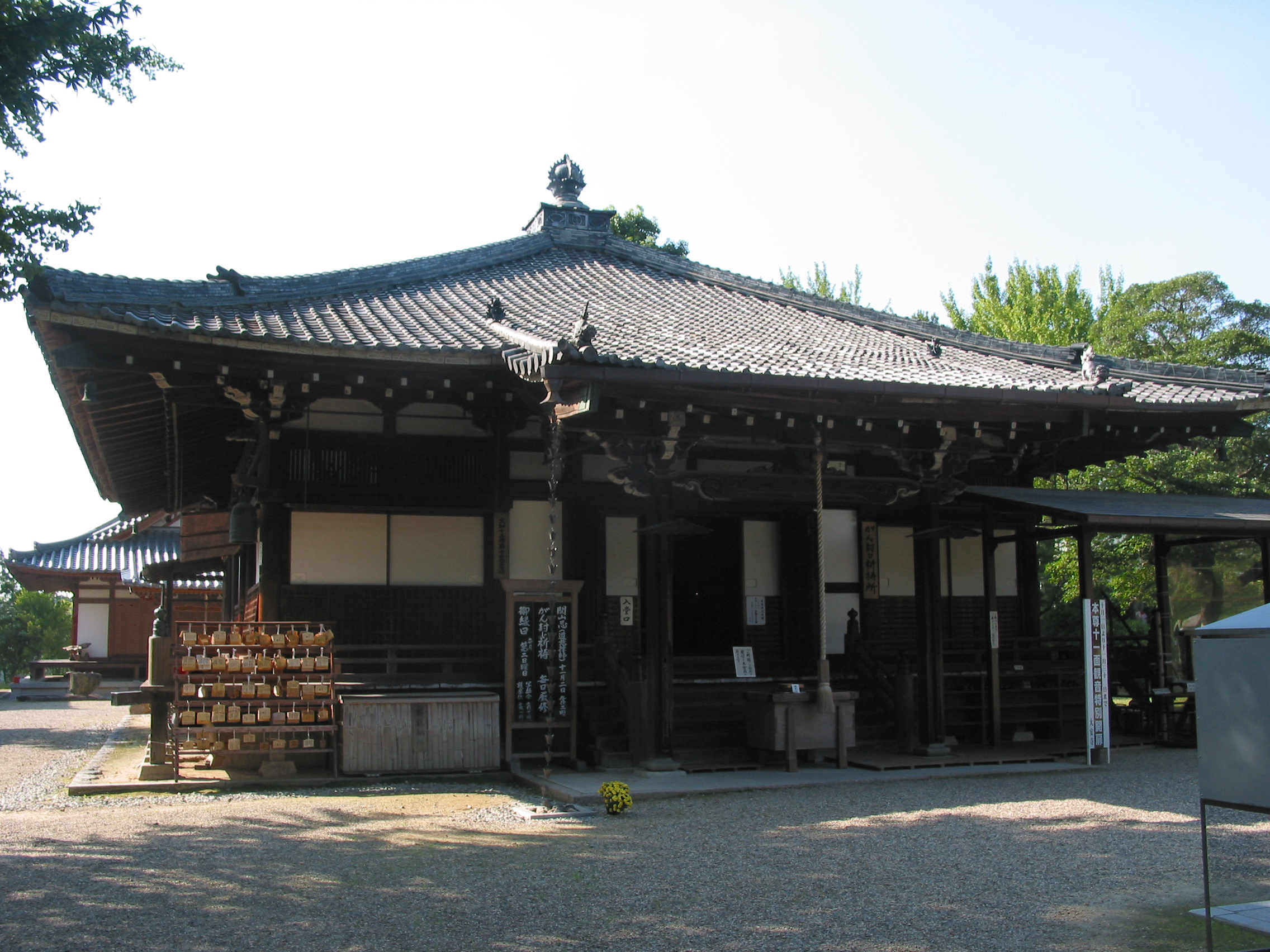
Đền thờ Daian-ji Naha, Nhật Bản

Kiến trúc Nhật Bản đặc biệt ở chỗ nó phản ánh sự hiểu biết sâu sắc về thế giới tự nhiên như là một nguồn hiểu biết tinh thần và là tấm gương chỉ dẫn về cảm xúc của con người. Chú ý đến tính thẩm mỹ và môi trường xung quanh được đưa ra, các vật liệu tự nhiên được ưa thích và thường được tránh sử dụng. Các lâu đài và đền thờ bằng gỗ ấn tượng, một số trong số chúng 2000 năm tuổi, được đặt trong các đường viền tự nhiên của địa hình địa phương. Những ví dụ đáng chú ý bao gồm quần thể đền Hōryū (thế kỷ 6), lâu đài Himeji (thế kỷ 14), lâu đài Hikone (thế kỷ 17) và lâu đài Osaka.

### Ả Rập

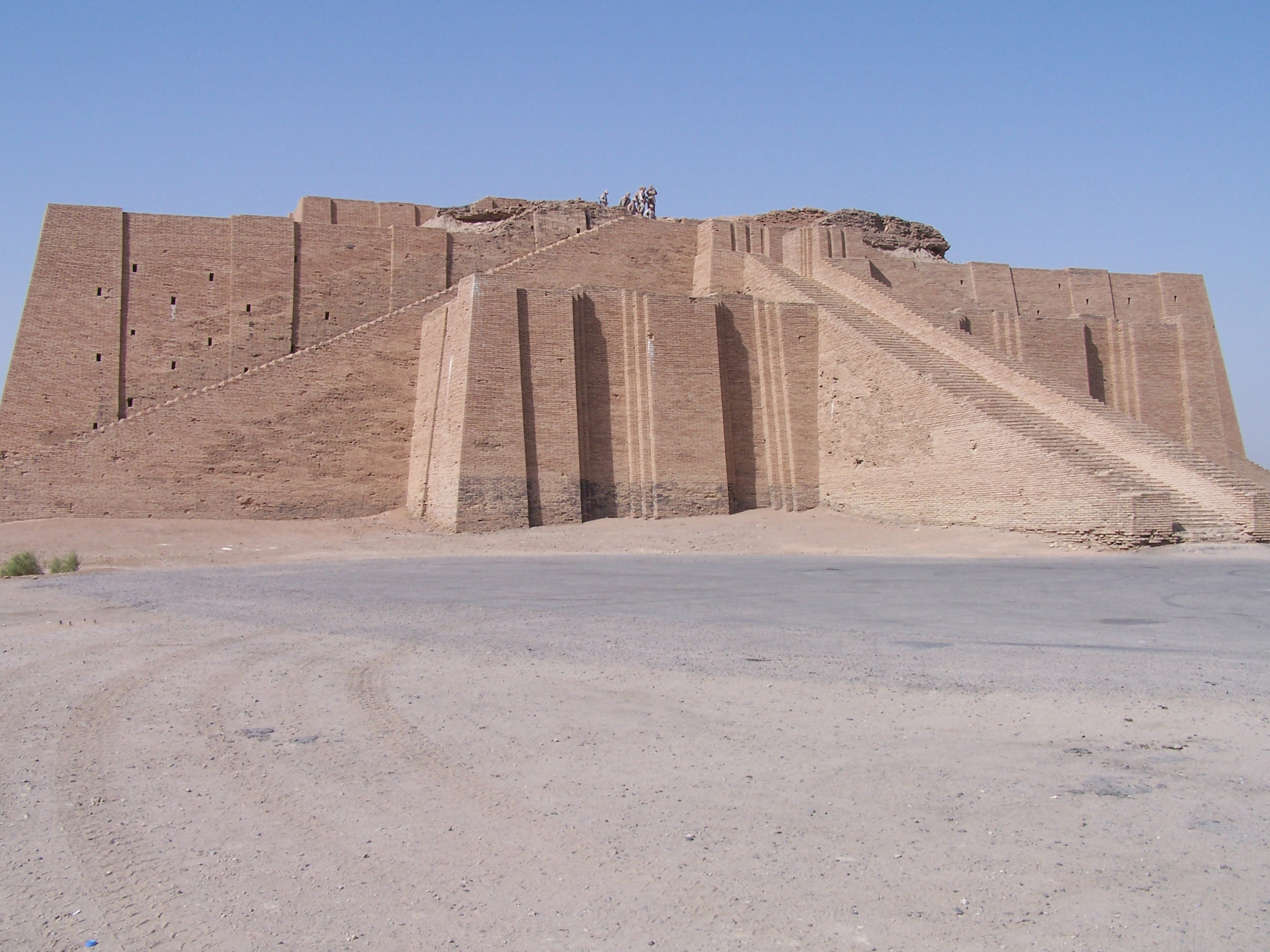
Đền thờ cổ Ali Air Base, Iraq

Kiến trúc cổ xưa của khu vực hệ thống sông Tigerrus Euphrates bắt nguồn từ thời cổ đại.

## Nghệ thuật

### Võ thuật
Châu Á được xem là cái nôi của võ thuật. Nhiều trường phái, môn phái võ thuật danh tiếng trên thế giới có nguồn gốc từ châu Á như ở Trung Quốc (võ thuật Trung Quốc), Việt Nam (võ thuật Việt Nam), Nhật Bản (võ thuật Nhật Bản), Triều Tiên (võ thuật Triều Tiên), Thái Lan (võ thuật Thái Lan), Lào, Campuchia, Miến Điện, Indonesia, Phi Luật Tân.

## Hệ Chữ viết
Bảng chữ cái Latin (A, B, C)
Bảng chữ cái Ả Rập (العَرَبِيَّة) hay (عَرَبِيّ)
Hangul (조선글), (한글)
Kanji (くりかえし)
Devanagari (नगर)
Chữ viết Hebrew (אלפבית)
[Chữ Hán] (汉语）

## Triết học
Truyền thống triết học bắt nguồn từ thời Lưỡng Hà, Ấn Độ cổ và Trung Quốc, và đã được phân loại là triết học phương Đông bao gồm một phổ rộng các tư tưởng triết học và các tác phẩm, bao gồm các yếu tố của những mưu cầu phi vật chất, trong khi một trường phái tư tưởng khác Cārvāka, có nguồn gốc ở Ấn Độ, và được Charvak đưa ra khoảng 2500 năm trước.

## Tôn giáo
| Religion        | Số lượng tín đồ trong châu lục | %Tín đồ | Phân bố                                                                       | Ghi chú |
| --------------- | ------------------------------ | ------- | ----------------------------------------------------------------------------- | ------- |
| Báhái giáo      | 3,5 triệu                      |         |                                                                               | [ 5 ]   |
| Phật giáo       | 500 triệu                      | 11%     | Tây Tạng, Đông Á, Bắc Á, Bán đảo Triều Tiên, Nhật Bản, Đông Nam Á - Lục địa   |         |
| Ấn Độ giáo      | 900 triệu                      | 19,7%   | Tiểu lục địa Ấn Độ                                                            |         |
| Do Thái giáo    | 6 triệu                        | 0,12%   | Israel                                                                        |         |
| Hồi giáo        | 1,25 tỷ                        | 27,4%   | Trung Đông, Trung Á, Nam Á, Tân Cương, Quần đảo Mã Lai-Indone.                |         |
| Thiên Chúa giáo | 295 triệu                      | 6,4%    | Philippines, Đông Timor, Hàn Quốc, Georgia, Armenia, Síp, Kazakhstan, Lebanon |         |
| Jaina giáo      | 5 triệu                        | 0,12%   | Ấn Độ                                                                         |         |
| Thần đạo        | 50 triệu                       | 1,2%    | Nhật Bản                                                                      |         |
| Sikh giáo       | 25 triệu                       | 0,6%    | Ấn Độ                                                                         |         |
| Lão giáo        | 150 triệu                      | 3%      | Trung Quốc, Hồng Kông và Đài Loan                                             |         |
| Vật Linh        | Không rõ                       |         |                                                                               |         |

## Ngày lễ
| Ngày                  | Lễ                               | Nơi phân bố                                                                        |
| --------------------- | -------------------------------- | ---------------------------------------------------------------------------------- |
| 1 tháng 1 dương lịch  | Tết Tây                          | Toàn châu lục                                                                      |
| 1 tháng 1 âm lịch     | Tết Nguyên đán và Tết Triều Tiên | Trung Quốc, Đài Loan, Việt Nam, Hồng Kong, Malaysia, Singapore, Bán đảo Triều Tiên |
| 24 tháng 5 dương lịch | Eid al-Fitr                      | Trung Đông, Tây Á, Trung Á, Nam Á, Quần đảo Mã Lai-Indonesia                       |
| 13 tháng 4            | Vaisakhi                         | Ấn Độ                                                                              |
| 15 tháng 8 âm lịch    | Tết Trung Thu                    | Toàn châu lục                                                                      |